# Estação Heysel

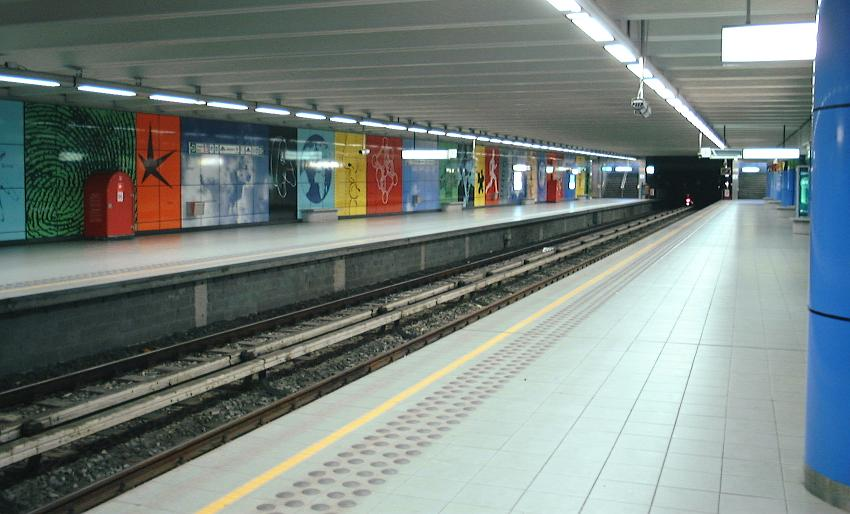
Foto da estação de metro Heizel em Bruxelas

Heysel (fr) ou Heizel (nl) é uma estação da linha 6 (antiga linha 1A) do Metropolitano de Bruxelas. Serve o Estádio de Heysel.